# Dionio Maleve
Dionio Maleve – wenezuelski bokser, złoty medalista Igrzysk Ameryki Środkowej i Karaibów 1959 w kategorii średniej.